# Thyrididae
Super-famille
Famille
Les Thyrididae sont une famille de lépidoptères (papillons), la seule de la super-famille des Thyridoidea.

## Systématique
La famille des Thyrididae a été décrite par l'entomologiste allemand Gottlieb August Wilhelm Herrich-Schäffer en 1846.
L'espèce type pour la famille est Thyris fenestrella (Scopoli, 1763).

## Liste des sous-familles
Selon Catalogue of Life (30 mars 2024) :
- Charideinae
- Siculodinae
- Striglininae
- Thyridinae

Cette famille n'est représentée en Europe que par un seul genre et une seule espèce, le Sphinx pygmée (Thyris fenestrella). Au Japon et en Russie, on rencontre une espèce voisine, Thyris usitata.